# França (futebolista)
Françoaldo Sena de Souza, mais conhecido como França (Codó, 2 de março de 1976), é um ex-futebolista brasileiro que atuava como atacante.

## Carreira
Se mudou para Manaus com 11 anos, onde começou a jogar no juvenil do Nacional e em 1993 foi campeão invicto e artilheiro do Campeonato Amazonense da categoria, marcando 28 gols em 12 jogos.
No ano seguinte assinou contrato com o XV de Jaú e chegou ao São Paulo Futebol Clube no final de 1995.
Logo em 1996 disputou a Copa São Paulo de Juniores, e no Paulistão, mesmo na reserva de Müller e Almir, França marcou 8 gols, destacando-se um golaço de bicicleta contra o Rio Branco no Pacaembu. Em 327 partidas pelo São Paulo, França fez 182 gols, marca que o registra como o quinto maior artilheiro da história do clube e a 11ª melhor média de gols do clube (0,56 gol por jogo). Venceu 2 campeonatos paulistas, em 1998 e 2000 - sendo artilheiro em ambas competições, com 12 e 18 gols, respectivamente - e um Torneio Rio-São Paulo (2001), em que foi novamente artilheiro, com 6 gols.
Os seus gols e assistências lhe renderam algumas convocações para a Seleção Brasileira, entre os anos de 2000 e 2002. Em um amistoso entre Brasil e Inglaterra, em maio de 2000, França fez o gol brasileiro no empate de 1 a 1, em Wembley.
Em 2002 (já negociado com o alemão Bayer Leverkusen), França seguiu no São Paulo, marcando muitos gols, sendo mais uma vez artilheiro do Rio-São Paulo, com 19 gols; no entanto, em uma partida contra o Corinthians pelas semifinais da Copa do Brasil, França sofreu uma grave lesão, que fez com que acabasse não sendo convocado para a Copa do Mundo de 2002. Depois de estar em tratamento, se transferiu para o Bayer Leverkusen em julho de 2002. O valor da transferência para o clube alemão foi 12 milhões de dólares.[carece de fontes?]
No primeira temporada pelo Bayer Leverkusen, França não repetiu as atuações que fazia pelo São Paulo, chegando a ser reserva em muitos jogos pela Bundesliga e UEFA Champions League. Porém, na 2ª temporada, 2003/2004, França foi titular e formou dupla de ataque com o búlgaro Berbatov, levando o Bayer Leverkusen ao 3º lugar da Bundesliga e conquistando o direito de disputar novamente a Liga dos Campeões. Na sua 3ª temporada, França começou muito bem, tendo vencido clássico contra o Bayern Munique por 4 a 1, fazendo dois gols, e o Real Madrid, por 3 a 0. Mas uma contusão o atrapalhou e seu rendimento caiu. Em maio de 2005, realizou sua última partida pelo clube alemão.
Em agosto do mesmo ano, acaba não renovando contrato e indo jogar no Kashiwa Reysol do Japão. A equipe não escapou do rebaixamento para a segunda divisão japonesa. Em 2006, França permaneceu no Kashiwa e ajudou sua equipe a voltar a elite japonesa.
Após cinco anos no Japão, rescindiu contrato com o clube em julho de 2010. França ficou quase um ano parado e em agosto de 2011 assinou com o Yokohama FC, mas só atuou em 5 jogos e marcou apenas 1 gol.[carece de fontes?]
O jogador chegou a ser cotado para reforçar o Ceará, mas não conseguiu acordo e permaneceu algum tempo aguardando convites do São Paulo. Porém, o atleta encerrou a carreira em 2011 no Yokohama FC, depois de passar sete temporadas no país.[carece de fontes?]
Em 2013, o ex-jogador declarou que, apesar de ter recebido convites de Santos e Flamengo, não quis aceitá-los e, por não ter tido mais a intenção de ir atrás de clubes, acabou encerrando sua carreira. França, ao contrário de colegas de profissão que decidem voltar à terra natal, optou por permanecer no Japão, devido à segurança do local, declarando que a vida no país, graças a uma maior estabilidade social e cultural, "parece coisa de cinema".

## Títulos
São Paulo FC
- Copa Master da Conmebol:1996
- Copa dos Campeões Mundiais: 1996
- Campeonato Paulista: 1998, 2000
- Copa Euro-América: 1999
- Troféu Cidade de Pachucha: 1999
- Torneio Constantino Cury: 2000
- Torneio Rio-São Paulo: 2001

Kashiwa Reysol
- Campeonato Japonês (J-League 2): 2010
- Campeonato Japonês(J-League): 2011

## Artilharias
- Campeonato Paulista de 1998 - 12 gols
- Campeonato Paulista de 2000 - 18 gols
- Torneio Rio-São Paulo de 2001 - 6 gols
- Torneio Rio-São Paulo de 2002 - 19 gols